# نقاط فورکهایمر
نقاط فورکهایمر (انگلیسی: Forchheimer spots) راش‌های مخاطی (اِنانتِـم) هستند که به صورت نقاط ریز قرمز در نرم‌کام مبتلایان به سرخجه، سرخک و مخملک دیده می‌شوند و گاهی پیش‌درآمد اگزانتم سرخجه هستند. این راش‌ها در ۲۰٪ بیماران مبتلا به سرخجه دیده می‌شوند و به افتخار فردریک فورکهایمر نام گذاری شده‌اند.